# Claudia Troyo
Claudia Troyo (Maravatio, Michoacán, 20 de junho de 1977) é uma atriz mexicana. Conhecida por seu trabalho nas telenovelas que produz Emilio Larrosa, que à coloca ao elenco protagonico de produções como Amigas y rivales, Las vías del amor e Hasta que el dinero nos separe.

## Biografia
Claudia começou sua carreira como atriz na telenovela La mentira de 1998 que protagonizaram Kate del Castillo e Guy Ecker interpretando Irazema na produção de Carlos Sotomayor.
Camila em 1998 da produtora Angelli Nesma Medina interpretando a secretaria da empresa, nesse mesmo ano  participou, da telenovela La mentira que protagonizaram Kate del Castillo e Guy Ecker interpretando Irazema na produção de Carlos Sotomayor.
Só um ano passou desde sua estrreia na televisão até que no final do ano de 1999, o produtor Emilio Larrosa lhe deu uma nova oportunidade ao interpretar a prima de Michelle Vieth na telenovela Mujeres engañadas com a personagem Carolina, a partir dai significou que Don Emilio Larrosa se transformou em uma espécie de padrinho dela que em seus siguentes passos foi uma peça fundamental em sua carreira que recém começava ao final da década de 90.
Ao finalizar as grabações de Mujeres engañadas, Claudia Troyo começou a trabalhar em seu próximo proyjeto Amigas y rivales no ano de 2001 outra produção de Emilio Larrosa interpretando  Mónica a melhor amiga de Laura Michelle Vieth, que morere nos últimos capítulos da novela assassinada por Roxana papel da atriz Joana Benedek, imediatamente finalizando a telenovela Claudia Troyo se integra n a produção Las vías del amor com a personagem Claudia uma jovem do interior que segue sua amiga Perla Aracely Arámbula para a capital em busca de uma melhor oportunidade, nessa telenovela teve participações de destacadas figuras como Daniela Romo, Enrique Rocha, Gabriel Soto também sob produção de Emilio Larrosa.
Logo após fazer alguans telenovelas, a jovem atriz entra no elenco da série mexicana "Mujer, casos de la vida real"  que produzía a emblematica estrela mexicana Silvia Pinal, participando em númerosos episódios até o fim do programa no ano de 2007.
Claudia reapareceu nas telenovelas com um pequeno personagem na telenovela Piel de otoño de 2004, interpretando uma das empreadas da boutique da personagem principal, ao término desta telenovela ela teve o papel de Deby em outra produção de Emilio Larrosa a telenovela Mujer de madera de 2004 que protagonizaram Edith González, Gabriel Soto, Adamari López, Ludwika Paleta entre outros.
Seu talento, sua beleza e seu esfoço por seguir lutando para se superar a cada dia, lhe deram grandes alegrias, por isso Don Emilio Larrosa a lançou com um papel estrelar na telenovela La verdad oculta no ano de 2006 interpretando Julieta, personagem muito importante que  ganhou o carinho e respeito da audiência e que por isso fez Claudia ganhar o prêmio TVyNovela de 2007 como melhor atriz juvenil.
Novamente sua capacidade é recompensada e Claudia atua como vilã na telenovela Muchachitas como tú em 2007 onde da vida a Lucy, personagem que todos pensavam ser nobre e inocente, mas se transformou na causadora de muitas tragédias devido sua manipulação e loucura na produção de Emilio Larrosa.
Logo após Claudia participa em um capítulo da serie "La rosa de guadalupe" em 2008 intitulado Cosas Insignificantes onde interpreta a protagonista da historia María Amalía compartindo créditos com a atriz Estefania Villareal.
Atualmente encabeça o elenco de Hasta que el Dinero nos Separe interpretando Susana, uma das protagonistas a amiga, assistente e guía espítirual de Alejandra Itatí Cantoral heroína da história.

## Filmografia

### Televisão
| Ano      | Título                              | Personagem                                   | Notas                             |
| -------- | ----------------------------------- | -------------------------------------------- | --------------------------------- |
| 1996     | Canción de amor                     | —                                            | Estreia na televisão              |
| 1998     | Soñadoras                           | Amiga de Rubén                               | Participação especial             |
| 1998     | La mentira                          | Irazema                                      |                                   |
| 1998     | Camila                              | Secretária                                   | Participação especial             |
| 1999– 00 | Mujeres engañadas                   | Carolina Susana Montero                      |                                   |
| 2001     | Amigas y rivales                    | Mónica                                       |                                   |
| 2002– 03 | Las vías del amor                   | Claudia Jiménez                              |                                   |
| 2003– 07 | Mujer, casos de la vida real        | Vários personagens                           | 10 episódios                      |
| 2004     | Corazones al límite                 | Coral                                        | Participação especial             |
| 2004     | Mujer de madera                     | Deborah "Deby" San Román                     |                                   |
| 2005     | Piel de otoño                       | Carmina (vendedora)                          | Participação especial             |
| 2006     | La verdad oculta                    | Julieta Guillén / Julieta Guzmán Zaldívar    |                                   |
| 2007     | Muchachitas como tú                 | Lucy Montenegro                              |                                   |
| 2008     | La rosa de Guadalupe                | María Amalía                                 | episódio: "Cosas Insignificantes" |
| 2008     | Mañana es para siempre              | Ana Gregoria Bravo                           |                                   |
| 2009– 10 | Hasta que el dinero nos separe      | Susana "Susanita" Hadad de Ospina            |                                   |
| 2010     | Mujeres asesinas                    | Luzma                                        | episódio: "Azucena, liberada"     |
| 2011     | El equipo                           | Ana                                          | Série de televisão                |
| 2012– 18 | Como dice el dicho                  | Coral / Norma / Gudelia                      | Vários episódios                  |
| 2013     | Libre para amarte                   | Olivia Garza León                            |                                   |
| 2015– 16 | Simplemente María                   | Estela Lozano                                |                                   |
| 2018     | Por amar sin ley                    | Marcela Quiroz de Perez                      | Participação especial             |
| 2018     | Tenías que ser tú                   | Eliana                                       |                                   |
| 2018     | La bella y las bestias              | Lucy                                         | Série de televisão                |
| 2019     | Silvia, frente a ti                 | Ariadne Welter                               | Série de televisão                |
| 2020– 21 | Quererlo Todo                       | Luísa Zermeño de Cabrera                     |                                   |
| 2022     | Contigo sí                          | Dra. Claudia Rocha                           | Participação especial             |
| 2023– 24 | Nadie como tú                       | Martha Granada                               |                                   |
| 2025     | A.mar, donde el amor teje sus redes | Teresa "Teresita" de Jesús García de Serrano |                                   |

### Teatro
- Hasta que la risa nos separe (2010)

## Prêmios e Indicações

### Prêmio TVyNovelas
| Ano  | Categoria                   | Telenovela                     | Resultado |
| ---- | --------------------------- | ------------------------------ | --------- |
| 2010 | Melhoror actriz co-estrelar | Hasta que el dinero nos separe | Indicado  |
| 2007 | Melhor atriz juvenil        | La verdad oculta               | Indicado  |

## Ligações Externas
- Claudia Troyo. no IMDb.